# Reserva nacional Coyhaique
La Reserva Nacional Coyhaique es un área silvestre protegida chilena. Está ubicada al norte de la capital regional, a 3 kilómetros desde el límite urbano. Creada en 1948, es una de las unidades más antiguas de la región. Con una superficie de 2150 hectáreas, sus límites actuales fueron definidos en el año 1980.

## Ubicación
Se encuentra rodeada de predios agrícolas, ganaderos y forestales, así como de pequeñas parcelas.
Su entrada está  kilómetros al noreste de Coyhaique, se accede a través del camino de Coyhaique a Puerto Aysén y luego por camino vecinal, en la ladera sur del cerro Cinchao. 

## Características

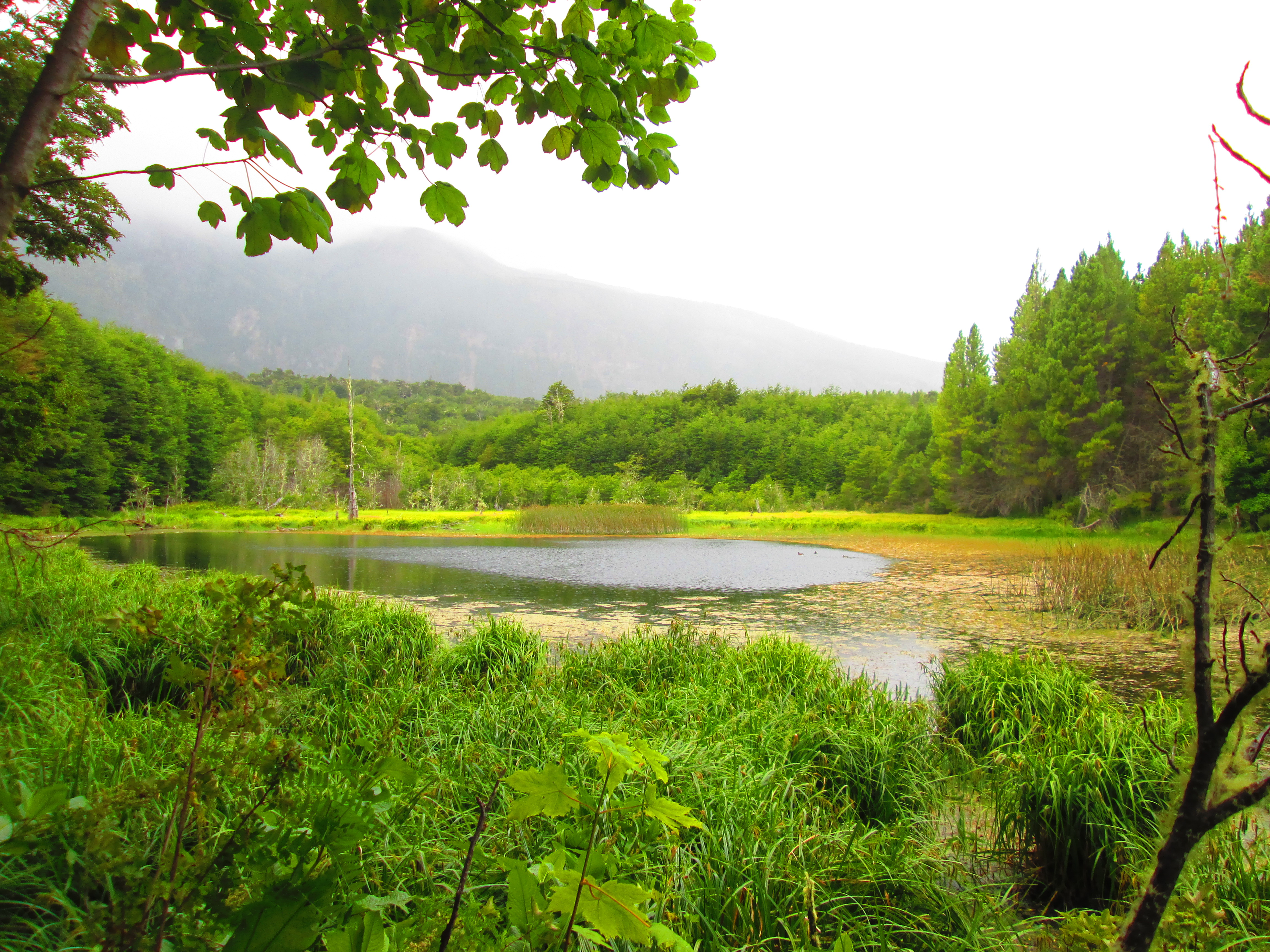
Laguna Los Sapos.

El paisaje de la reserva se caracteriza por presentar lomajes suaves y montañas mayores como el ya mencionado cerro Cinchao de 1.361 metros. Desde cierta altura se observa en toda su extensión la ciudad de Coyhaique y los cerros McKay y Divisadero al otro lado del valle del río Coyhaique. Posee numerosas lagunas de tamaño pequeño, la mayor de ella es laguna Los Mallines de 4,5 hectáreas, le siguen en importancia Laguna Verde y Laguna Los Sapos.

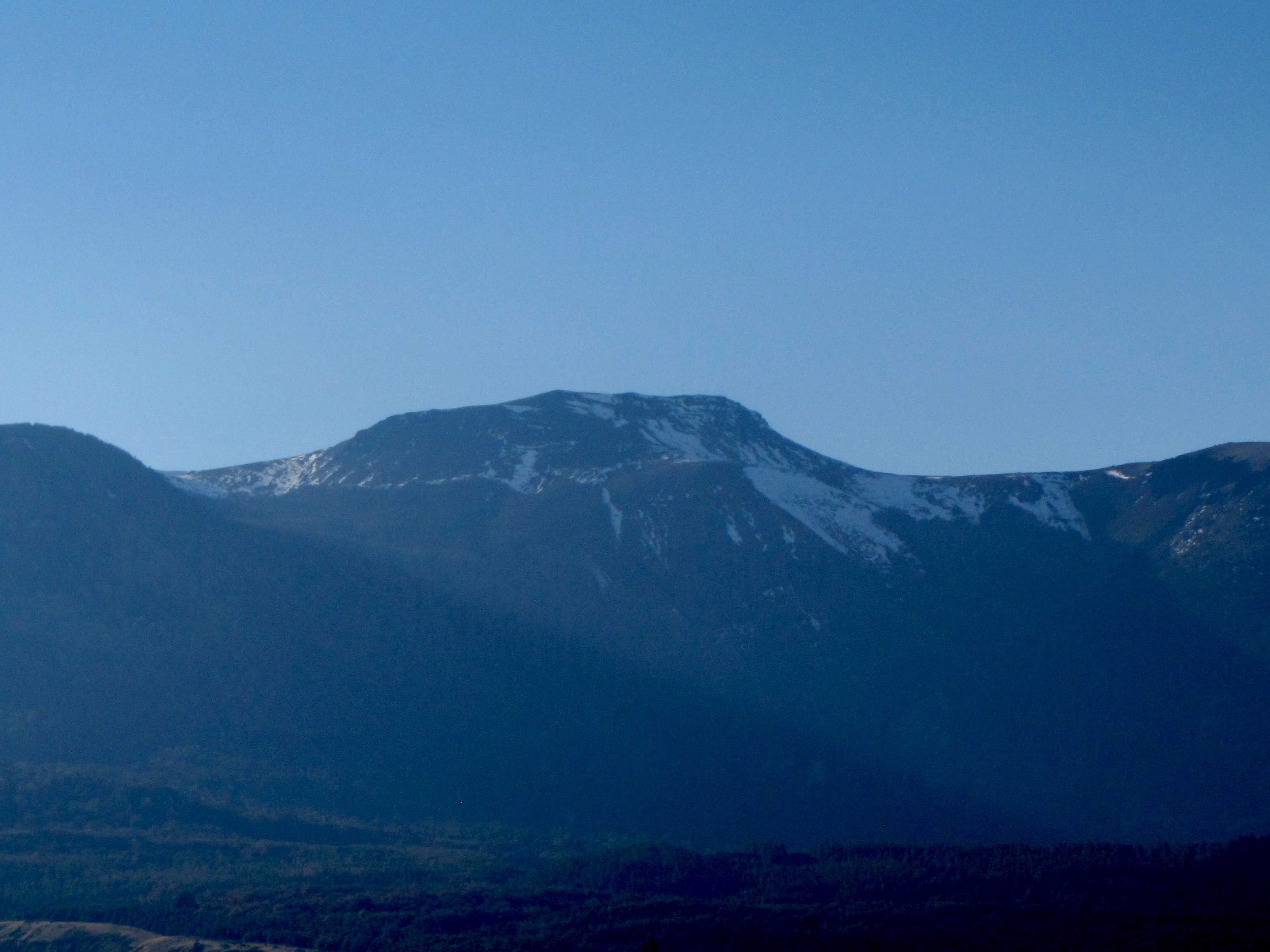
Cerro Cinchao

## Clima
Posee un clima relativamente seco con precipitaciones del orden de los 1.100 milímetros anuales y temperaturas medias de 12,5 º en verano y 4,5 º en invierno. Esto permite que se puedan desarrollar actividades recreativas, educativas y de descanso entre otras, durante gran parte del año.

## Flora y fauna

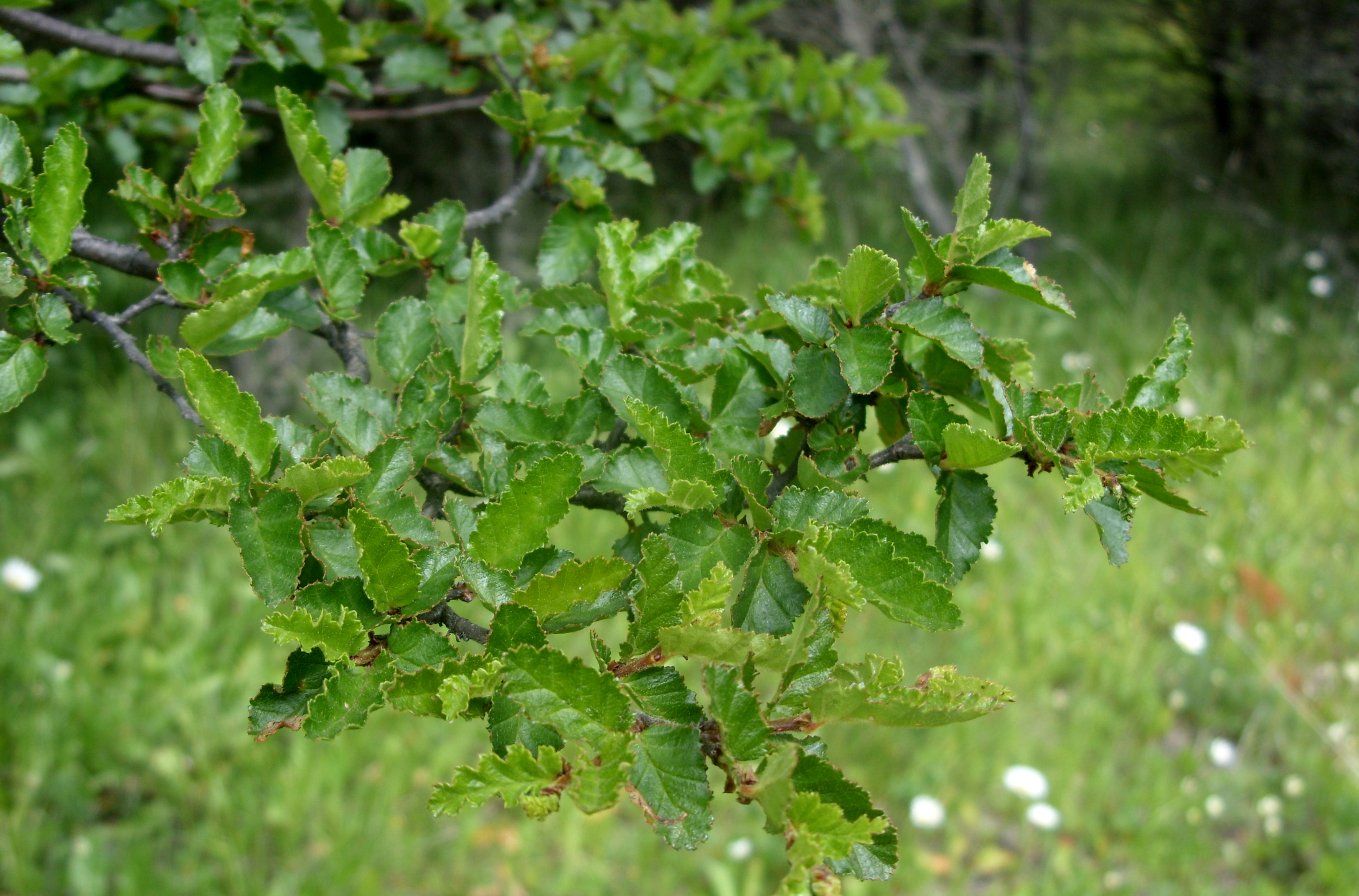
Flora autóctona en la reserva

La vegetación nativa se encuentra representada por el bosque mixto de coigüe común y lenga, así como el ñire en sectores húmedos o altos, siendo la formación vegetacional predominante la del bosque caducifolio de Aysén, conformada por lenga y ñire. Existe una diversidad de especies exóticas producto de reforestaciones realizadas en el pasado, con el objetivo de proteger el suelo, seriamente amenazado a raíz de incendios forestales que afectaron a esta área principalmente en la década de los años 50, aquí destacan por la superficie que ocupan el pino ponderosa, pino contorta, pino silvestre, pino Oregón, entre otras. En la actualidad estas plantaciones son manejadas con distintos fines, obteniéndose beneficios en el mediano plazo y productos de uso inmediato para la comunidad vecina de Coyhaique. En cuanto a los arbustos se pueden observar el chilco, zarzaparrilla, calafate y colihue, entre otros.
Respecto de la fauna, es posible encontrar puma, zorro colorado, chingue de la Patagonia y algunas especies introducidas como la liebre y el visón. Entre las aves, las más abundantes son las paseriformes, como chucao, zorzal y tordo, entre las rapaces son comunes el águila y el carancho, también es posible observar al pájaro carpintero y la cachaña.

## Reserva
La Reserva cuenta con diversos senderos peatonales y circuitos vehiculares, los que permiten acceder a sitios con excelentes vistas panorámicas de Coyhaique, las lagunas y los valles circundantes. Cuenta con distintas facilidades de uso público, como el sector “Casa Bruja”, “Laguna Verde”. Además cuenta con diversos senderos y circuitos peatonales como “Los Leñeros” y “Las Piedras”, los que permiten acceder a sitios con excelentes vistas panorámicas de Coyhaique y los valles circundantes. Existe además un Arborétum en el que se pueden apreciar las principales especies arbóreas de la Reserva. Así mismo existen senderos o picadas (no habilitadas) que le permiten acceder a otros lugares de la Reserva.

## Visitantes
Esta reserva recibe una gran cantidad de visitantes chilenos y extranjeros cada año.
| Año         | 2012  | 2013   | 2014   | 2015   | 2016   | 2017   | 2018   | 2019   | 2020   | 2021  | 2022   | 2023   | 2024   |
| ----------- | ----- | ------ | ------ | ------ | ------ | ------ | ------ | ------ | ------ | ----- | ------ | ------ | ------ |
| chilenos    | 7.235 | 12.792 | 15.234 | 24.377 | 19.505 | 18.491 | 20.353 | 22.909 | 9.095  | 6.381 | 12.387 | 10.766 | 10.537 |
| extranjeros | 836   | 1.174  | 996    | 1.850  | 2.165  | 2.856  | 3.051  | 3.422  | 1.291  | 143   | 974    | 1.820  | 3.015  |
| Total       | 8.071 | 13.966 | 16.230 | 26.227 | 21.670 | 21.347 | 23.404 | 26.331 | 10.386 | 6.524 | 13.361 | 12.586 | 13.552 |